# Тёмные материалы Кёко Карасумы
Тёмные материалы Кёко Карасумы (яп. 烏丸響子の事件簿 карасума кё:ко но дзикэмбо) — научно-фантастическая манга, нарисованная Юсукэ Кодзаки, прославившегося благодаря дизайну персонажей аниме Speed Grapher, по сюжету Одзи Хирои. Главы манги ежемесячно публикуются в японском журнале Comic Birz издательства Gentosha и на январь 2011 года составляют 8 томов. Первый том «Тёмных материалов» был опубликован в сентябре 2003 года. В России манга лицензирована компанией «Комикс-Арт», на данный момент переведено 8 томов. Заключительный 10 том вышел на японском 3 марта 2012 года.
Действие разворачивается в Токио в будущем. Шестнадцатилетняя девушка Кёко Карасума, талантливый детектив, служит в особом отделе полицейского департамента Асакусы, занимающегося расследованием сверхъестественных происшествий.

## Список персонажей
Кёко Карасума (яп. 烏丸響子)
Шестнадцатилетняя девушка - детектив, обладающая сверхъестественными способностями. Ненавидит демонов. Причина её ненависти кроется в детских воспоминаниях. Сперва не подозревает откуда у неё взялись нечеловеческие способности и тяжело это переживает. Впоследствии узнает, что сама принадлежит к клану демонов, это известие повергает её в смятение.
Реймонд Кумано (яп. レイモンド 熊野)
Напарник Кёко. Невероятно силен физически. Ненавидит демонов и прочую нечисть с тех пор как его напарник был убит "синим демоном" Кёмото.
Кодзо Митамура
Начальник отдела по борьбе с особо опасными преступлениями, по совместительству возглавляет элитный отряд военизированной полиции. Внешне спокоен и невозмутим. В прошлом член отряда "марки", элитного подразделения, созданного для противостояния нечисти.
Исе Сёити
Молодой сотрудник отдела по борьбе с особо опасными преступлениями. В его обязанности входит только приготовление чая. Окончил университет и из-за этого постоянно терпит насмешки сослуживцев.
Мики Сугиура
Бывший боец SAS, элитного подразделения британских воздушно-десантных войск. Прибыла в Японию чтобы сражаться с нечистью. Специалист по оружию крупного калибра. Возглавляет военизированную полицию.
Кирио Утида
Юноша из клана демонов. Владеет мечом Оникиримару, наделенным демонической силой. Преследует Кёко, пытаясь сколнить её на свою сторону, чтобы вместе с ней создать новый мир.
Кунио Сибата
В прошлом член отряда "Марки", созданного для борьбы с нечистью. Вместе с Митамурой сражался с демонами. Жил среди бездомных, но теперь присоединился к новому военизированному отряду полиции.
Тацуми Кано
Якудза. Испытывает священный трепет перед демонами. Его истинные цели не ясны.
Кёмото
Бывший начальник Кумано, оказавшийся синим демоном. Способен управлять огнём.